# Cteniscus devius
Cteniscus devius là một loài tò vò trong họ Ichneumonidae.